# 马尔凯格利斯
马尔凯格利斯（法語：Marquéglise，法語發音：[maʁkeɡliz]）是法国瓦兹省的一个市镇，属于贡比涅区。

## 地理
马尔凯格利斯（49°30'59"N, 2°45'48"E）面积6.76 平方千米，位于法国上法蘭西大區瓦兹省，该省份为法国北部内陆省份，北起索姆省，西接厄尔省和滨海塞纳省，南至塞纳-马恩省和瓦兹河谷省，东临埃纳省。
与马尔凯格利斯接壤的市镇（或旧市镇、城区）包括：昂特伊波尔特、马河畔马尔尼、马河畔勒松、旺代利库尔、维涅蒙。

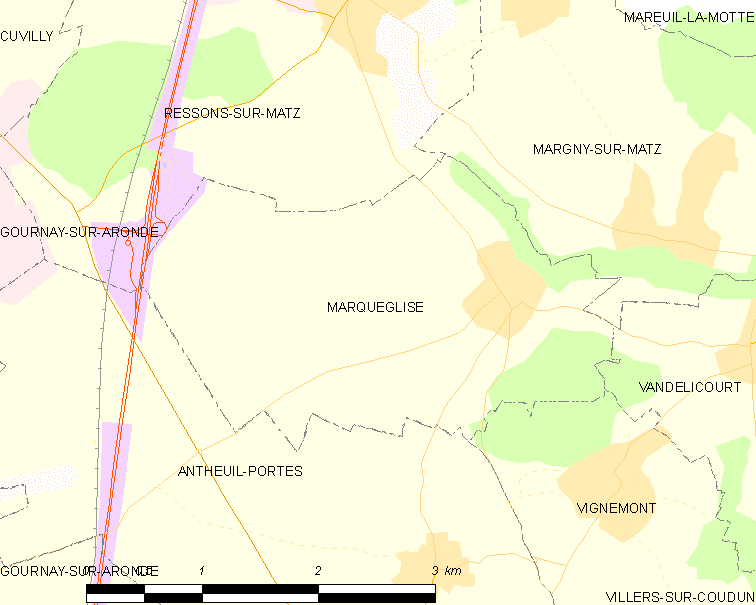
马尔凯格利斯的OSM定位图

马尔凯格利斯的时区为UTC+01:00、UTC+02:00（夏令时）。

## 行政
马尔凯格利斯的邮政编码为60490，INSEE市镇编码为60386。

## 政治
马尔凯格利斯所属的省级选区为埃斯特雷圣但尼县。

## 人口

1962-2008年间马尔凯格利斯人口变化图示

马尔凯格利斯于2022年1月1日时的人口数量为481人。